# 포항시
포항시(浦項市)는 대한민국 경상북도 동해안에 있는 시이다. 시의 중심으로 흐르는 형산강이 영일만에 유입되면서 넓은 충적평야를 형성하고 있다. 1968년부터 포항제철이 조성되면서 철강 산업을 기반으로 경상북도 최대의 도시로 발전했으며, 주민등록 인구는 약 50만명이다. 포스코 본사가 있고, 교육 기관으로는 포항공과대학교와 한동대학교, 포항대학교, 선린대학교가 있다. 시청 소재지는 남구 대잠동이고, 행정구역은 2구 4읍 10면 15동이다. 경상북도의 시 가운데 유일하게 북구와 남구의 2개의 행정구가 있다. 특산물로는 구룡포의 과메기가 유명하다.

## 역사
| Daedongyeojido (Gyujanggak) 17-01.jpg |  |
|                                       |  |

영일만에서 조사된 구석기시대 유적으로 장기면 산서리와 동해면 임곡리 그리고 기계면 구지리와 기계면 하대리에서도 구석기시대의 유물이 지표면에서 수집되었다. 포항에서 청동기 시대 주거지 유적이 발굴된 곳은 흥해읍 초곡리, 오천읍 원리, 구룡포읍 석병리, 강사리 등이며 계속해서 청동기 시대의 주거지 유적이 많이 확인되고 있다.
《삼국지》 위서 오환선비동이전에는 진한 12국의 나라 이름이 실려있다. 여기에 나오는 진한 12국 중 근기국이 포항시에 위치한 나라였다. 근기국 주민의 형성은 토착민과 유이민 세력으로 이루어졌으며, 냉천과 형산강을 중심으로 하는 구릉지와 평야에 토착세력이 생활하고 있는 가운데 유이민 세력이 주로 해안을 통하여 이주해 오면서 나라를 형성하였다. 근기국은 오늘날 포항시 인덕동, 호동, 오천읍, 대송면, 동해면 및 인근지역에 형성된 읍락들을 지배하면서 소국을 이루어 이 지방의 중심 세력으로서 역할을 하였다. 파사이사금 대에 들어와 근기국, 다벌국, 초팔국이 신라에 합병되었고, 이 지역은 신라가 직접 통치를 하게 되었다. 고구려 장수왕이 481년 3월에는 신라에 대한 대대적인 침공을 진행한다. 1개월 전까지 신라 자비왕이 직접 최전방 순시를 하며 방비를 했음에도 불구하고, 장수왕은 침공 직후 신라 북변 7개 성을 순식간에 점령하고, 미질부(彌秩夫: 현재의 포항시)까지 진격에 성공한다.
조선 시대에는 삼각주에 해도, 상도, 대도, 송도, 죽도 등 5개 섬이 있었으며, 현재는 내륙화(매립)되었다.

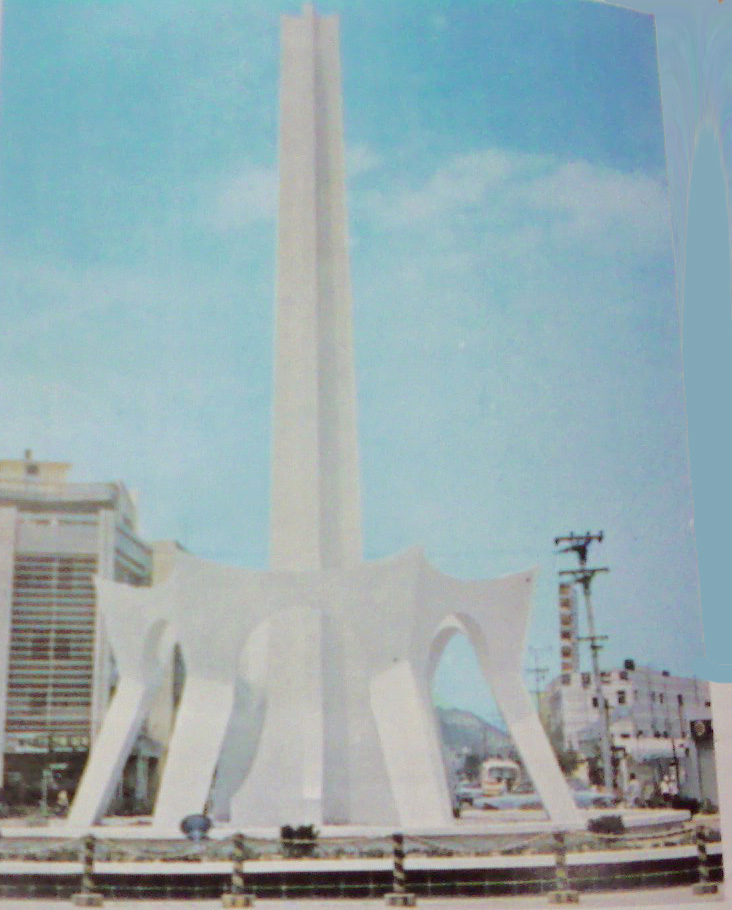
오거리에 세워진 포항시민탑. 현재는 철거되었다.

- 1914년 4월 1일 : 연일군, 흥해군, 청하군, 장기군이 영일군으로 통폐합되면서, 흥해군 동상면과 연일군 북면을 영일군 포항면으로 합면하였다.
- 1917년 : 포항면 일부를 형산면으로 분면하였다.
- 1931년 4월 1일 : 포항면이 포항읍으로 승격하였다.
- 1938년 10월 1일 : 형산면 등을 포항읍에 편입하였다.
- 1949년 8월 14일 : 포항읍이 포항부로 승격하였다.
- 1949년 8월 15일 : 포항부가 포항시로 개칭하였다.
- 1956년 : 흥해면과 곡강면이 의창면으로 통합되었다.
- 1957년 달전면이 의창면과 연일면에 분할 편입되었다.
- 1973년 의창면이 의창읍으로 승격되었다.
- 1970~80년대에 걸쳐 포항제철이 조성되면서 포항시와 맞닿아있는 연일, 대송, 오천 지역의 일부가 지속적으로 포항시에 편입되었다.
- 1980년 연일면이 연일읍으로, 오천면이 오천읍으로 승격되었다.
- 1983년 의창읍이 흥해읍으로 개칭되었다.
- 1986년 기계면 기북출장소와 구룡포읍 대보출장소가 각각 기북면과 대보면으로 분리되었다.
- 1991년 지행면을 장기면으로 환원하였다.
- 1995년 1월 1일 : 포항시에 영일군이 통합되었다.[3](2구, 4읍, 10면, 25동) 구제 실시로 북구, 남구를 설치하였다.[4]
- 2010년 대보면이 호미곶면으로 개칭되었다

## 지리
포항의 4극점
동단 : 남구 구룡포읍 석병리
서단 : 북구 죽장면 두마리
남단 : 남구 장기면 두원리
북단 : 북구 죽장면 하옥리

### 지형
경상북도의 동해안 영일만에 위치하며, 지반이 신생대 제3기에 형성된 퇴적암 지층으로 덮여 있다. 시가지는 영일만안 형산강 하구 부근에 발달하였는데, 이 부근은 본래 바다였다가 형산강에서 흘러내린 토사가 퇴적된 삼각주이다. 또한 연안 조류에 의하여 사주가 발달하여 반원형의 만안에 좁고 긴 명사 30리의 사빈해안이 발달하여 있다.
시의 서쪽은 구릉이 기복하는데, 두 줄기가 해안까지 미쳐 그 사이에는 자연히 3개의 저지가 되었다. 북쪽과 중간의 저지는 대부분이 농지로 이용되고 있으나 중간지는 또 항구의 인접지이므로 최근 도시화되어 가고 있다. 현 시가지는 남쪽 저지에 발달되어 있으며, 남쪽 형산강까지 평지가 전개되어 농지로 많이 이용되고 있다.

### 기후
동해에 면하여 난류의 영향을 받아 해양성을 띠어 온난하며, 동위도상의 황해 연안 지역에 비하여 온난하다. 연평균 기온 14.6 °C, 1월 평균 2.2 °C, 8월 평균 26.0 °C, 최고기온 39.4 °C(2018년 8월), 최저기온 －15 °C(1945년 1월), 연평균 강수량 1,192mm이다.
| 포항기상관측소 (포항시 남구 송도동, 해발 3.94m)의 기후  | 포항기상관측소 (포항시 남구 송도동, 해발 3.94m)의 기후 | 포항기상관측소 (포항시 남구 송도동, 해발 3.94m)의 기후 | 포항기상관측소 (포항시 남구 송도동, 해발 3.94m)의 기후 | 포항기상관측소 (포항시 남구 송도동, 해발 3.94m)의 기후 | 포항기상관측소 (포항시 남구 송도동, 해발 3.94m)의 기후 | 포항기상관측소 (포항시 남구 송도동, 해발 3.94m)의 기후 | 포항기상관측소 (포항시 남구 송도동, 해발 3.94m)의 기후 | 포항기상관측소 (포항시 남구 송도동, 해발 3.94m)의 기후 | 포항기상관측소 (포항시 남구 송도동, 해발 3.94m)의 기후 | 포항기상관측소 (포항시 남구 송도동, 해발 3.94m)의 기후 | 포항기상관측소 (포항시 남구 송도동, 해발 3.94m)의 기후 | 포항기상관측소 (포항시 남구 송도동, 해발 3.94m)의 기후 | 포항기상관측소 (포항시 남구 송도동, 해발 3.94m)의 기후 |
| 월                                                      | 1월                                                    | 2월                                                    | 3월                                                    | 4월                                                    | 5월                                                    | 6월                                                    | 7월                                                    | 8월                                                    | 9월                                                    | 10월                                                   | 11월                                                   | 12월                                                   | 연간                                                   |
| ------------------------------------------------------- | ------------------------------------------------------ | ------------------------------------------------------ | ------------------------------------------------------ | ------------------------------------------------------ | ------------------------------------------------------ | ------------------------------------------------------ | ------------------------------------------------------ | ------------------------------------------------------ | ------------------------------------------------------ | ------------------------------------------------------ | ------------------------------------------------------ | ------------------------------------------------------ | ------------------------------------------------------ |
| 역대 최고 기온 °C (°F)                                  | 17.5 (63.5)                                            | 24.9 (76.8)                                            | 26.9 (80.4)                                            | 32.8 (91.0)                                            | 36.1 (97.0)                                            | 37.7 (99.9)                                            | 38.6 (101.5)                                           | 39.4 (102.9)                                           | 35.9 (96.6)                                            | 30.5 (86.9)                                            | 28.0 (82.4)                                            | 21.5 (70.7)                                            | 39.4 (102.9)                                           |
| 일평균 최고 기온 °C (°F)                                | 6.7 (44.1)                                             | 9.0 (48.2)                                             | 13.3 (55.9)                                            | 19.1 (66.4)                                            | 23.5 (74.3)                                            | 25.8 (78.4)                                            | 29.0 (84.2)                                            | 29.5 (85.1)                                            | 25.5 (77.9)                                            | 21.4 (70.5)                                            | 15.4 (59.7)                                            | 8.9 (48.0)                                             | 18.9 (66.0)                                            |
| 일일 평균 기온 °C (°F)                                  | 2.2 (36.0)                                             | 4.3 (39.7)                                             | 8.6 (47.5)                                             | 14.1 (57.4)                                            | 18.6 (65.5)                                            | 21.8 (71.2)                                            | 25.4 (77.7)                                            | 26.0 (78.8)                                            | 21.9 (71.4)                                            | 16.9 (62.4)                                            | 10.6 (51.1)                                            | 4.3 (39.7)                                             | 14.6 (58.3)                                            |
| 일평균 최저 기온 °C (°F)                                | −1.5 (29.3)                                            | 0.2 (32.4)                                             | 4.2 (39.6)                                             | 9.6 (49.3)                                             | 14.4 (57.9)                                            | 18.6 (65.5)                                            | 22.5 (72.5)                                            | 23.3 (73.9)                                            | 18.9 (66.0)                                            | 13.1 (55.6)                                            | 6.6 (43.9)                                             | 0.5 (32.9)                                             | 10.9 (51.6)                                            |
| 역대 최저 기온 °C (°F)                                  | −14.4 (6.1)                                            | −13.4 (7.9)                                            | −9.9 (14.2)                                            | −2.3 (27.9)                                            | 3.7 (38.7)                                             | 8.2 (46.8)                                             | 10.8 (51.4)                                            | 14.0 (57.2)                                            | 8.9 (48.0)                                             | 0.6 (33.1)                                             | −8.3 (17.1)                                            | −13.1 (8.4)                                            | −14.4 (6.1)                                            |
| 평균 강수량 mm (인치)                                   | 39.8 (1.57)                                            | 36.5 (1.44)                                            | 60.5 (2.38)                                            | 81.2 (3.20)                                            | 84.6 (3.33)                                            | 126.8 (4.99)                                           | 200.6 (7.90)                                           | 230.2 (9.06)                                           | 189.3 (7.45)                                           | 76.7 (3.02)                                            | 40.1 (1.58)                                            | 26.1 (1.03)                                            | 1,192.4 (46.94)                                        |
| 평균 강수일수 (≥ 0.1 mm)                                | 5.7                                                    | 5.9                                                    | 8.5                                                    | 8.2                                                    | 8.5                                                    | 9.7                                                    | 13.7                                                   | 13.5                                                   | 11.3                                                   | 6.4                                                    | 6.2                                                    | 4.7                                                    | 102.3                                                  |
| 평균 강설일수                                           | 2.1                                                    | 2.2                                                    | 1.1                                                    | 0.0                                                    | 0.0                                                    | 0.0                                                    | 0.0                                                    | 0.0                                                    | 0.0                                                    | 0.0                                                    | 0.2                                                    | 1.5                                                    | 7.1                                                    |
| 평균 상대 습도 (%)                                      | 48.8                                                   | 50.8                                                   | 55.4                                                   | 57.1                                                   | 64.1                                                   | 73.9                                                   | 78.3                                                   | 78.6                                                   | 75.3                                                   | 65.1                                                   | 57.4                                                   | 49.9                                                   | 62.9                                                   |
| 평균 월간 일조시간                                      | 191.4                                                  | 185.1                                                  | 203.8                                                  | 219.3                                                  | 230.9                                                  | 189.2                                                  | 168.5                                                  | 178.5                                                  | 160.9                                                  | 199.7                                                  | 185.0                                                  | 191.2                                                  | 2,303.5                                                |
| 출처: 기상청 (평년값: 1991년~2020년, 극값: 1943년~현재) |                                                        |                                                        |                                                        |                                                        |                                                        |                                                        |                                                        |                                                        |                                                        |                                                        |                                                        |                                                        |                                                        |

### 천재지변
- 2017년 11월 15일 경상북도 포항시 북구 북쪽 9km 지역에서 규모 5.4의 지진이 발생하였었고, 많은 인명피해가 발생하였다. (2017년 포항 지진 참조)
- 2022년 9월 6일 제11호 태풍 힌남노의 상륙으로 호우 및 침수 피해로 인명 및 재산피해가 발생했다. (태풍 힌남노 참조)

## 지질

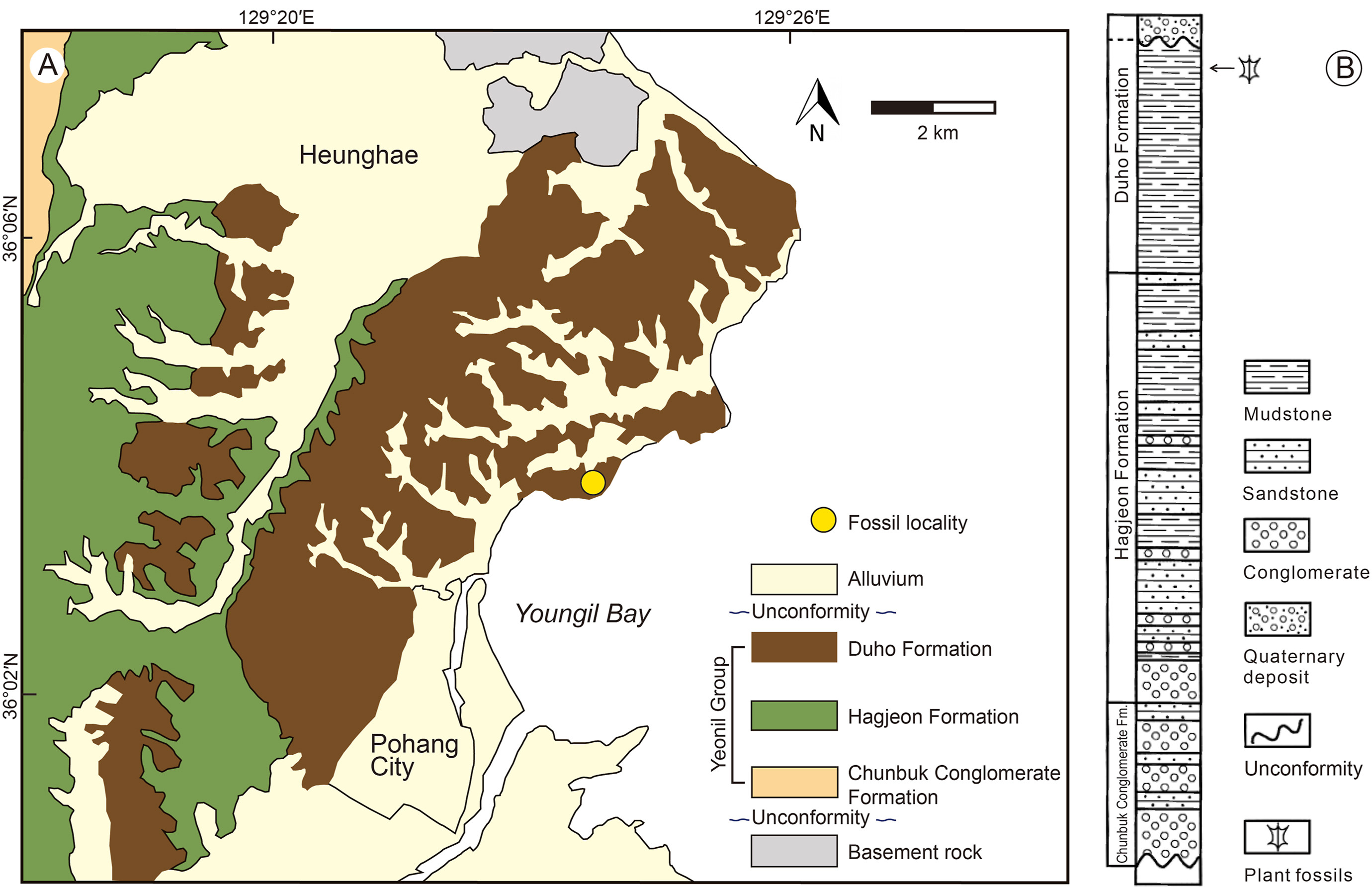
포항 분지 동부 연일층군 두호층과 학전층의 분포도

포항시는 신생대 제3기 마이오세에 형성된 퇴적 분지 포항 분지 및 장기 분지 상에 위치해 있어, 경상북도의 다른 지역과는 달리 신생대 제3기의 퇴적암 지층 연일층군으로 구성된다. 포항 분지의 서측에 양산 단층이 지나간다.

## 행정 구역
1995년에 포항시와 영일군을 통합하여 도농복합시가 되었다.

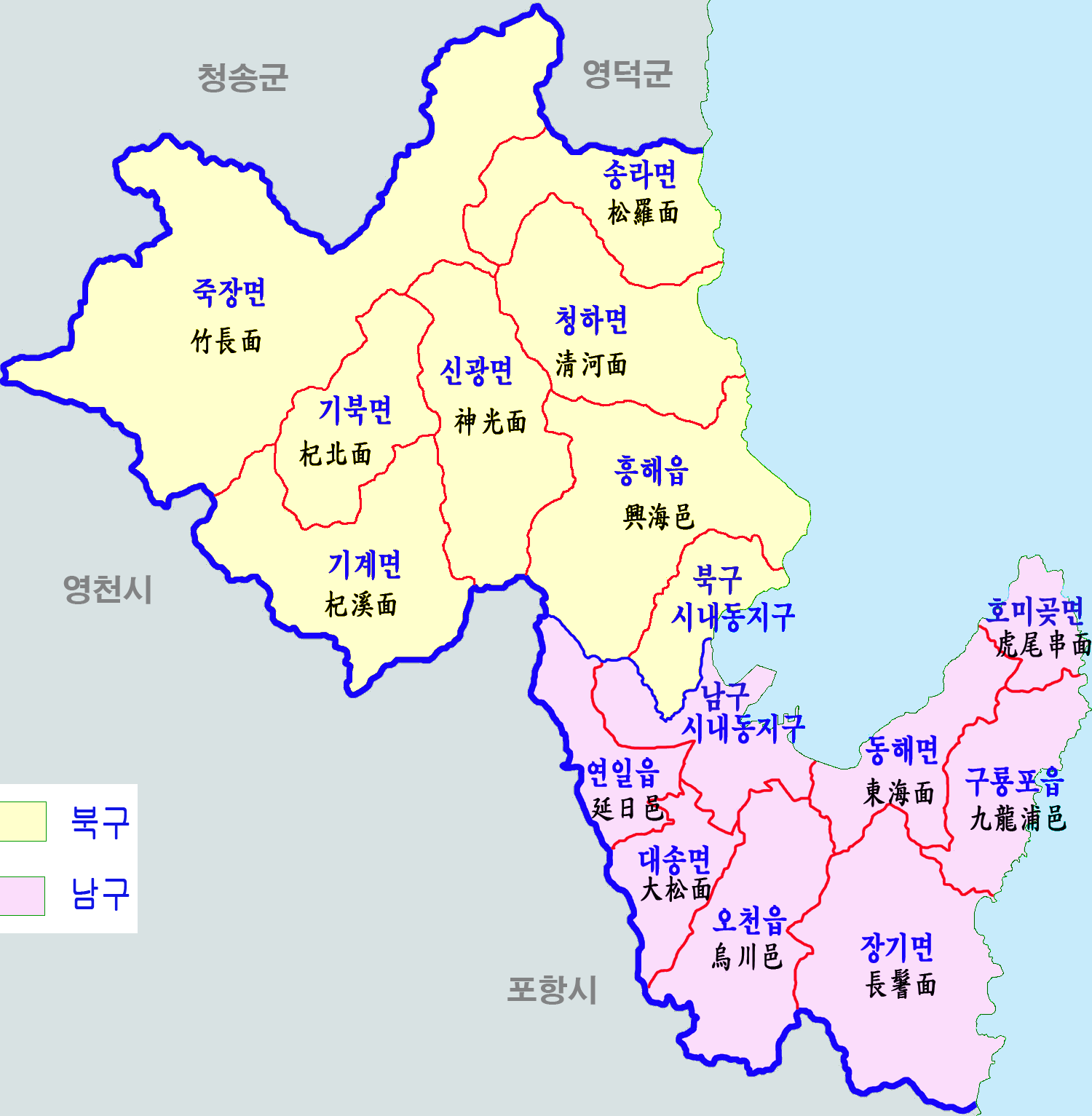
포항시 행정구역

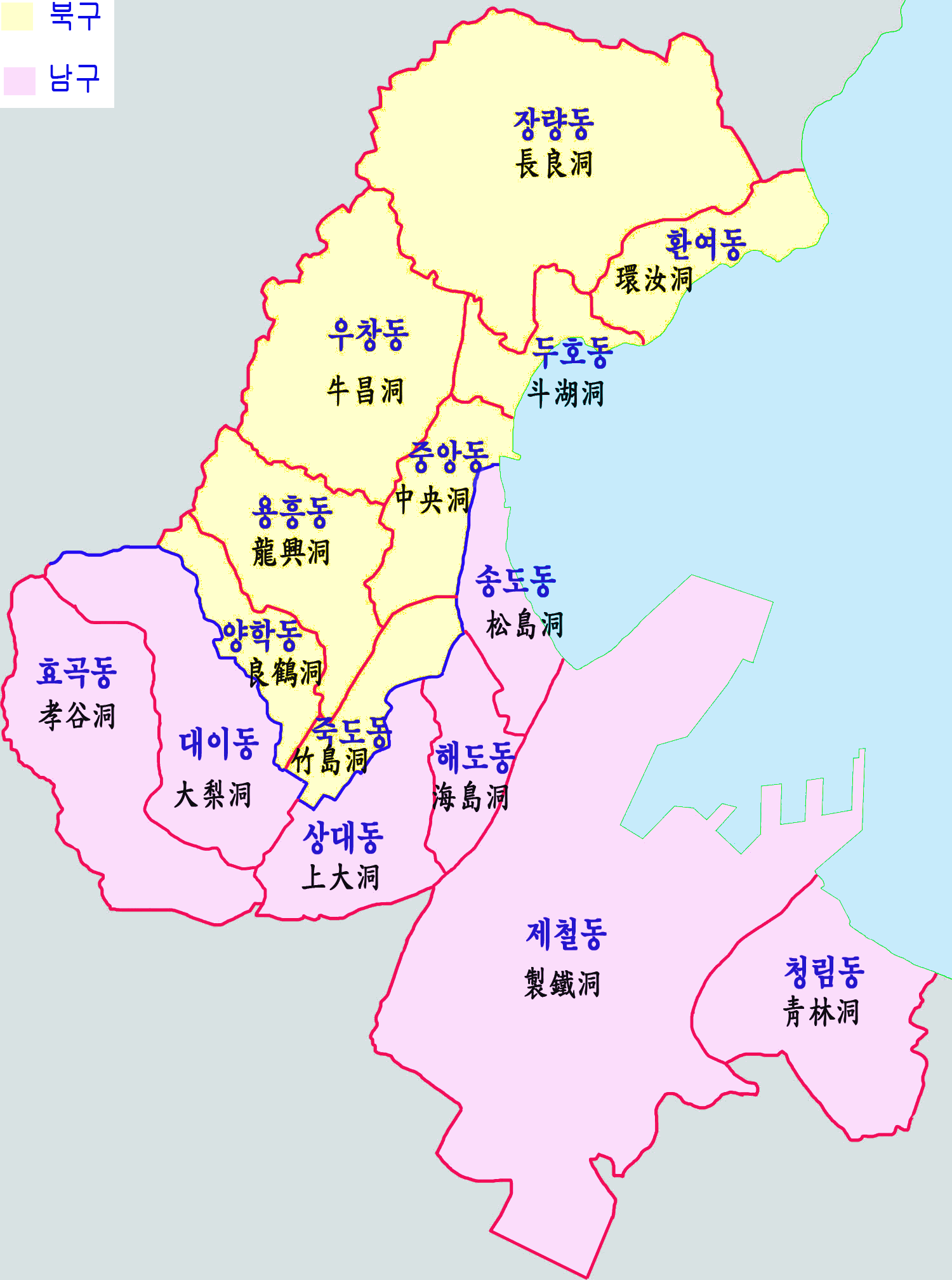
포항시내동 행정구역

포항시의 행정 구역은 2개의 행정구(북구, 남구)와 그 산하에 4읍, 10면, 15행정동으로 구성되어 있다. 2020년 12월 말 주민등록 기준으로 인구는 50만 2916명(북구: 27만 2494, 남구: 23만 422), 22만 5693가구이다.

### 북구
| 행정동 | 한자   | 면적   | 인구    | 세대    |
| ------ | ------ | ------ | ------- | ------- |
| 흥해읍 | 興海邑 | 105.72 | 53,661  | 24,400  |
| 신광면 | 神光面 | 80.17  | 2,746   | 1,629   |
| 청하면 | 淸河面 | 78.20  | 4,440   | 2,669   |
| 송라면 | 松羅面 | 59.40  | 2,324   | 1,530   |
| 기계면 | 杞溪面 | 91.96  | 4,767   | 2,739   |
| 죽장면 | 竹長面 | 235.71 | 2,719   | 1,678   |
| 기북면 | 杞北面 | 52.39  | 1,290   | 738     |
| 중앙동 | 中央洞 | 2.33   | 15,743  | 8,794   |
| 양학동 | 良鶴洞 | 1.98   | 17,199  | 6,915   |
| 죽도동 | 竹島洞 | 1.86   | 19,707  | 11,018  |
| 용흥동 | 龍興洞 | 3.95   | 22,295  | 9,418   |
| 우창동 | 牛昌洞 | 6.20   | 32,339  | 13,531  |
| 두호동 | 斗湖洞 | 1.38   | 23,189  | 9,120   |
| 장량동 | 長良洞 | 11.18  | 72,758  | 28,442  |
| 환여동 | 環汝洞 | 2.37   | 9,541   | 3,863   |
| 북구   | 北區   | 734.80 | 272,494 | 119,668 |

 * 인구·세대는 2024년 12월 주민등록 기준

### 남구
| 행정동   | 한자     | 면적   | 인구    | 세대    |
| -------- | -------- | ------ | ------- | ------- |
| 구룡포읍 | 九龍浦邑 | 45.17  | 7,568   | 4,612   |
| 연일읍   | 延日邑   | 36.07  | 30,633  | 12,093  |
| 오천읍   | 烏川邑   | 70.5   | 54,839  | 24,783  |
| 대송면   | 大松面   | 32.62  | 3,500   | 1,924   |
| 동해면   | 東海面   | 43.62  | 9,908   | 4,702   |
| 장기면   | 長鬐面   | 100.27 | 4,117   | 2,437   |
| 호미곶면 | 虎尾串面 | 20.43  | 1,887   | 1,155   |
| 상대동   | 上大洞   | 3.44   | 24,820  | 13,170  |
| 해도동   | 海島洞   | 1.94   | 17,256  | 9,684   |
| 송도동   | 松島洞   | 1.86   | 12,507  | 6,550   |
| 청림동   | 靑林洞   | 6.74   | 4,694   | 2,511   |
| 제철동   | 製鐵洞   | 19.56  | 2,839   | 1,513   |
| 효곡동   | 孝谷洞   | 5.86   | 30,440  | 10,887  |
| 대이동   | 大梨洞   | 4.94   | 25,414  | 10,004  |
| 남구     | 南區     | 393.02 | 230,422 | 106,025 |

 * 인구·세대는 2024년 12월 주민등록 기준

### 포항권
2014년 국토교통부에서 확정한 20개 중추도시생활권에서 포항시, 경주시, 영덕군, 울진군, 울릉군을 포항권으로 규정하고 있다.

### 인구
포항시의 전체적인 연령대별 분포는 일반적인 도시의 연령대별 분포를 따르고 있다. 2023년 7월 1일 기준으로 중장년층이 가장 많으며, 아동·청소년층은 그에 비해 상대적으로 적은 구조이다. 1973년 포항제철 준공과 함께 본격적으로 인구가 증가하여 이후 1990년대 초반까지 20년간 큰 폭으로 인구가 증가하였다. 1995년 시·군 통합 당시에 인구는 51만명이었으며, 2000년대에 감소하였다가, 2010년대에 늘었고, 2016년부터 계속 감소되고, 인구 50만명을 붕괴됐다.
- 포항시(영일군 포함)의 연도별 인구 추이[9]

| 연도   | 총인구    |  | 비고                             |
| ------ | --------- |  | -------------------------------- |
| 1949년 | 225,943명 |  | 영일군                           |
| 1955년 | 226,712명 |  | 포항시(52,379), 영일군(174,333)  |
| 1960년 | 253,649명 |  | 포항시(59,536), 영일군(194,113)  |
| 1966년 | 274,274명 |  | 포항시(65,927), 영일군(208,347)  |
| 1970년 | 272,946명 |  | 포항시(77,690), 영일군(195,256)  |
| 1975년 | 328,433명 |  | 포항시(134,418), 영일군(194,015) |
| 1980년 | 396,383명 |  | 포항시(201,174), 영일군(195,209) |
| 1985년 | 419,627명 |  | 포항시(260,691), 영일군(158,936) |
| 1990년 | 482,836명 |  | 포항시(317,768), 영일군(165,068) |
| 1995년 | 508,899명 |  | 포항시                           |
| 2000년 | 515,714명 |  | 포항시                           |
| 2005년 | 489,698명 |  | 포항시                           |
| 2010년 | 511,390명 |  | 포항시                           |
| 2015년 | 511,804명 |  | 포항시                           |
| 2019년 | 502,064명 |  | 포항시                           |

## 산업

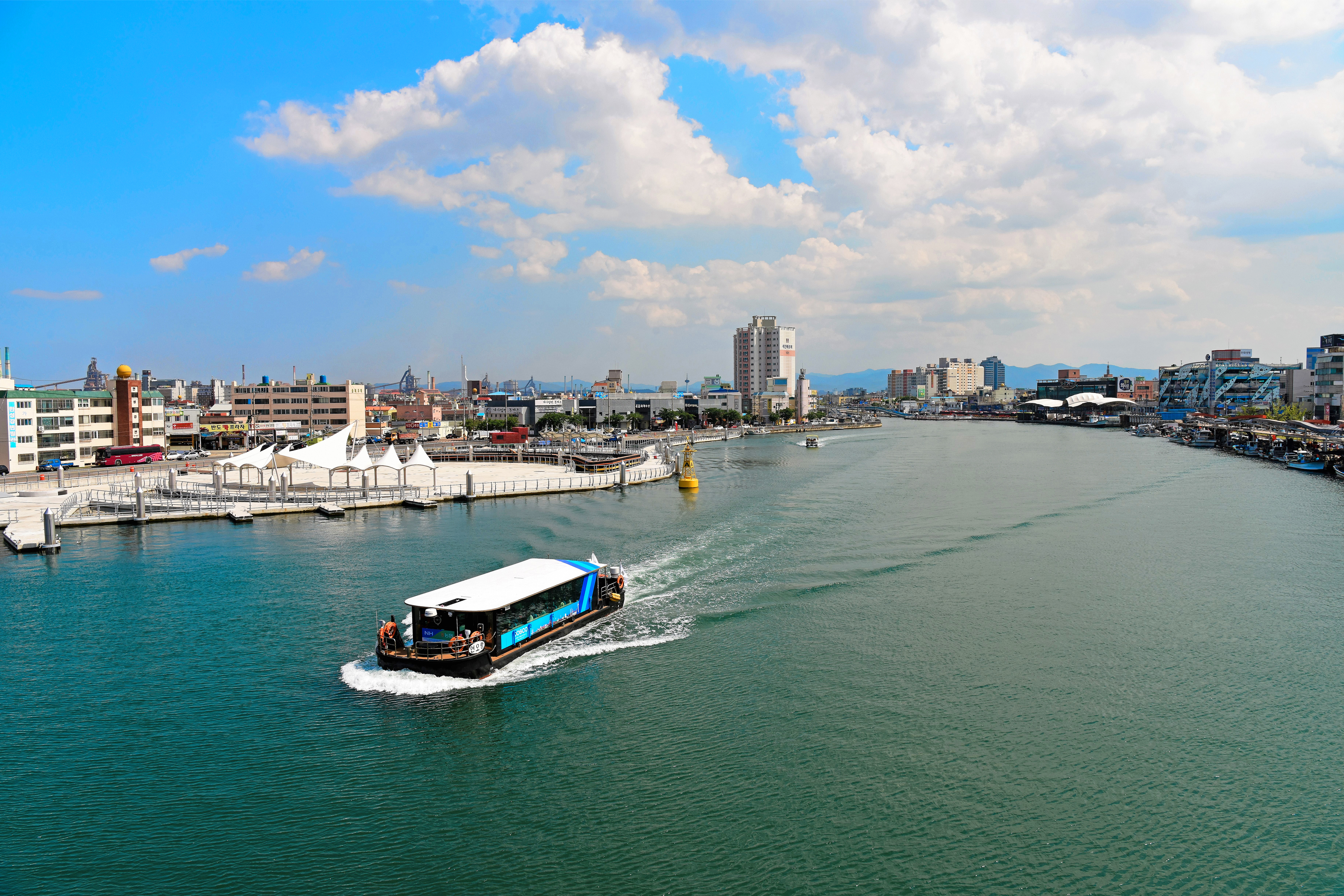
포항운하

평야는 비옥하여 주곡 외에 포도·감 등 농산물이 풍부하며, 근해는 한난 양해류가 흘러 어족이 풍부하여 고등어·청어·대구·오징어·고래 등의 어획이 많다. 특히 고등어·청어의 건착망 어업과 고래잡이으로 유명하다. 수산가공업도 성하여 통조림·한천·제빙·냉동·어망·조선 등의 제조업이 행하여지고 있다. 그물 공장은 도내 유일의 것이며, 또한 포도주와 유지 제조업도 행하여지고 있다.

### 농업
- 주곡생산 외에 포도재배·축산·양봉·양계가 성하다. 오천면의 양송이 단지, 구룡포·양포 등지의 전복·미역·우뭇가사리 단지는 유명하며 주요 수산물은 꽁치·오징어이다.1970년대 포항종합제철 공장이 완공되자 공업도시로서 발전하기 시작했다.

### 수산업
- 도내 수산 행정의 중심지로서 수협(水協) 도지부·해운국·축항 사무사 등이 있다. 구룡포읍과 장기면에서 전복·미역 등의 양식이 성하며, 주요 수산물은 명태·꽁치·대구·방어·오징어 등의 어류, 김·미역·우뭇가사리 등의 해조류 등이다. 중요한 특산물로는 과메기가 있다.

### 특산물

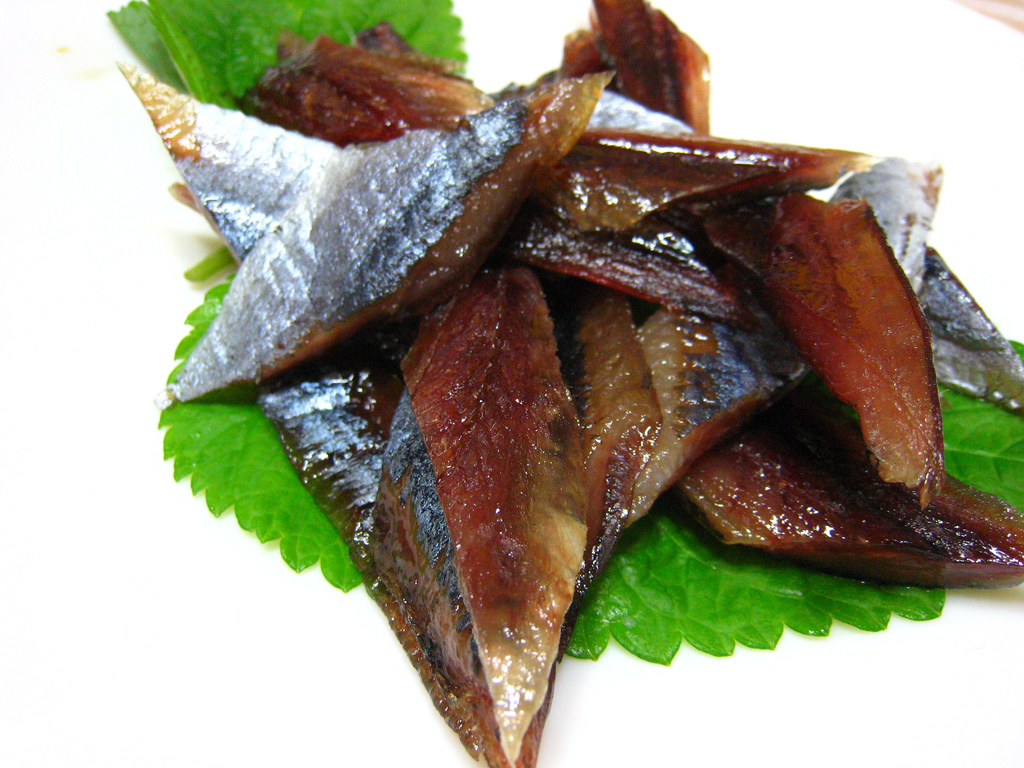
포항의 대표적인 먹거리 중의 하나인 과메기

- 과메기

과메기는 한국 요리 중 하나로, 청어 또는 꽁치를 겨울동안 반건조 시킨 음식이다. 특히 경상북도 지방에서 많이 먹었으며, 그 중에서도 청어나 꽁치가 많이 잡히는 포항, 울진, 영덕 등의 지방에서 과메기를 많이 먹었다. 이 중 포항의 구룡포가 가장 유명하다. 대체로 초고추장에 찍어먹거나 쌈과 함께 싸먹기도 한다.
- 피데기·오징어·부추·시금치·참기름·영치자·표고버섯 등이 유명하다.

### 상공업
- 대규모의 상거래는 시장, 백화점 등에서 행해지고 있으며, 공업은 포스코 포항제철소가 대표적이다. 포항제철소는 동아시아에서도 손 꼽히는 규모의 제철소로 한강의 기적으로 불리는 한국 경제발전에 지대한 공헌을 하였다. 현재에도 포스코의 본사가 포항에 위치한다. 그외에도 식료품·섬유·금속 공업 등이 발달되어 있다. 포항은 어항으로서의 수입도 많아서 해수욕장·해병대 등으로 상업 경기가 도내의 다른 도시에 비해 활발한 편이다.

## 문화·관광

### 관광지
포항시는 여름철 피서지 및 연말연초 해돋이 관광지로 유명하다.
- 죽도시장

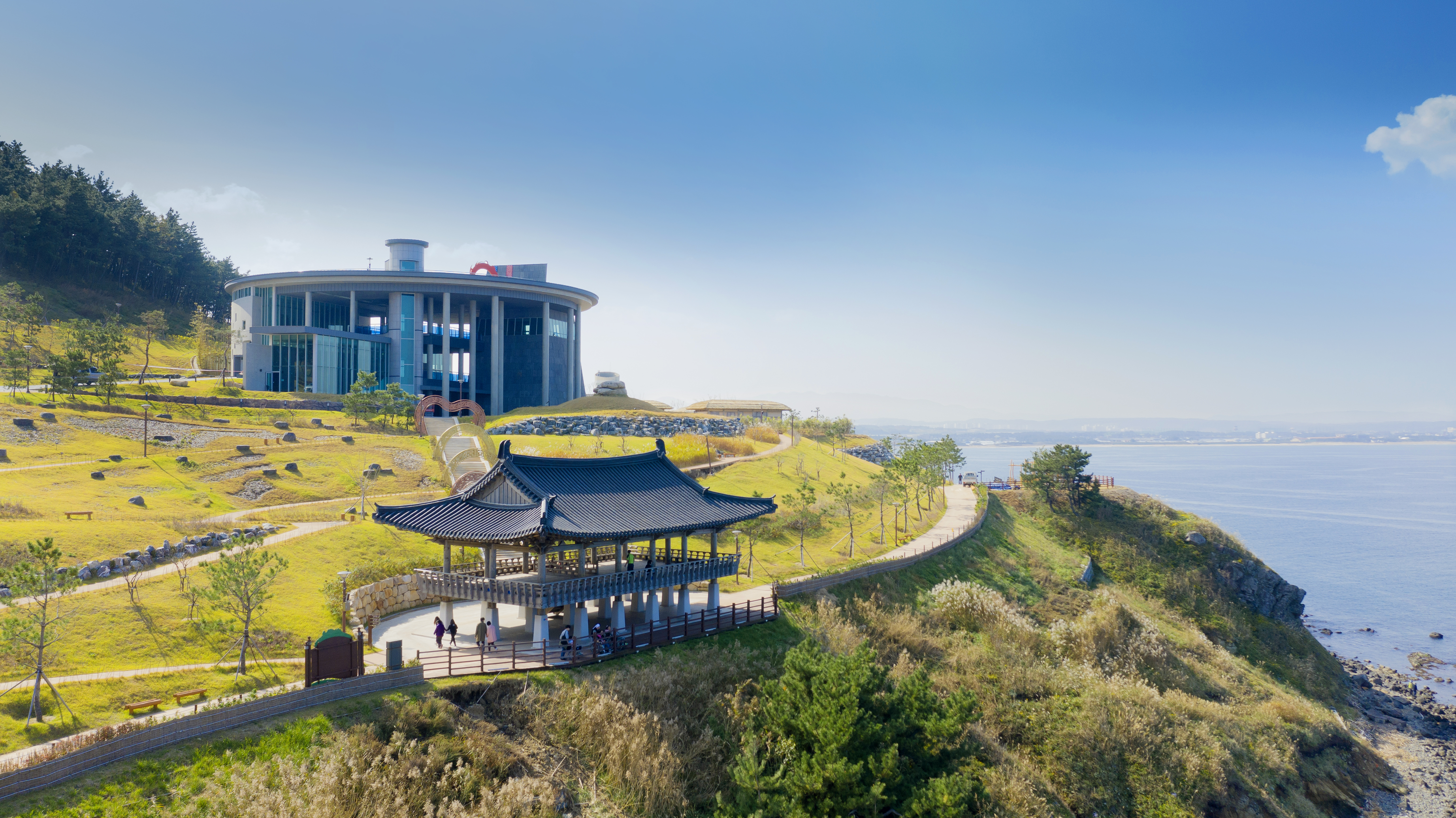
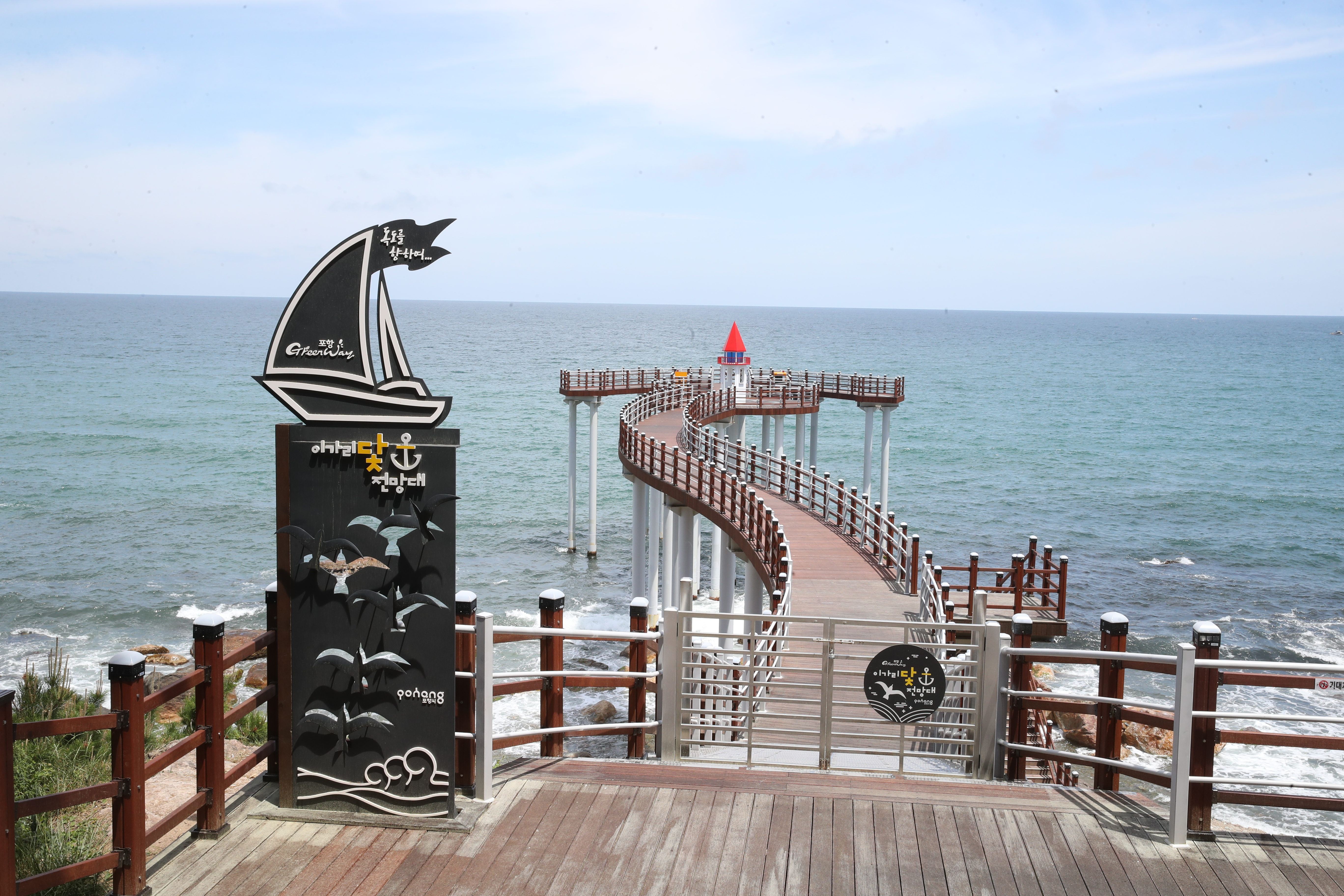
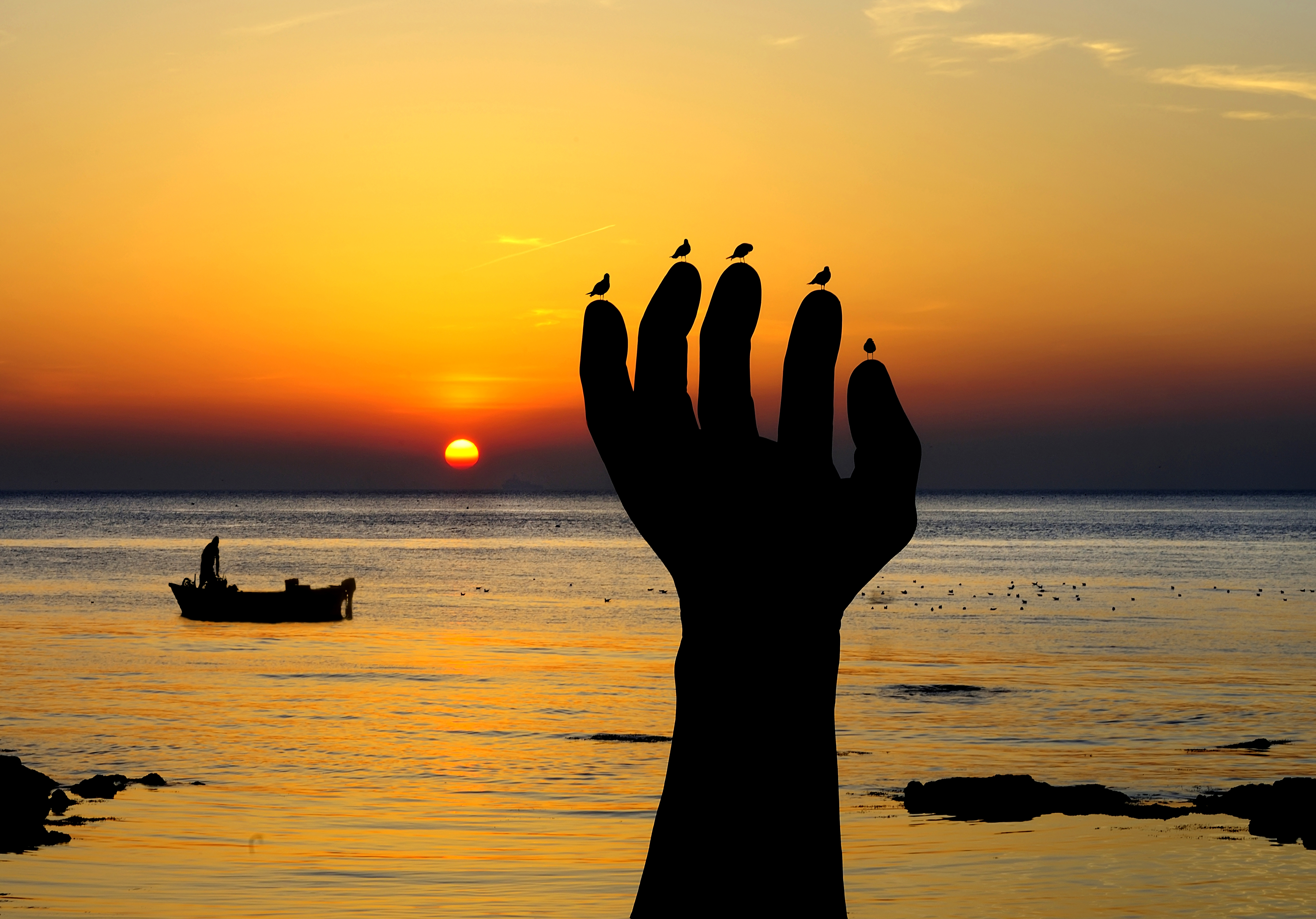
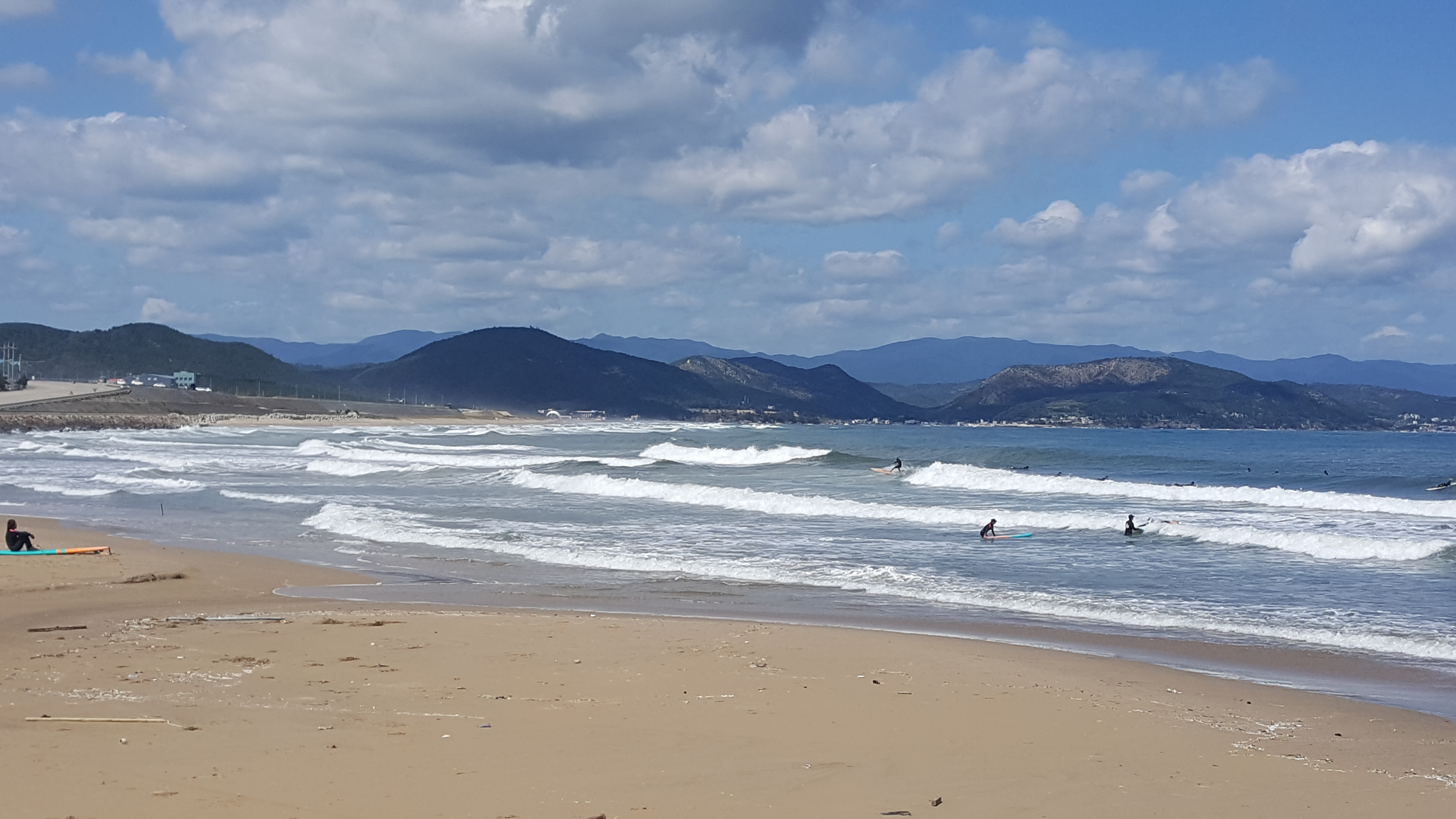

죽도시장은 포항시 북구 죽도동 위치한 전통시장이다. 대한민국에서 가장 유명한 어시장 중 하나로, 시장 내에 횟집과 수산물 상점이 즐비하다. 수산물 가격은 전반적으로 서울이나 대구에 비해 저렴한 편이다.
- 호미곶(상생의 손)

한반도를 호랑이 형상으로 볼 때, 호랑이 형상 중 꼬리 부분에 해당하는 이라 하여 붙은 지명으로, 대표적인 해돋이 관광지이다. 상생의 손은 새천년을 축하하기 위해 1999년 12월 만든 청동 조형물로, 바다에는 높이 8.5m의 오른손이, 해맞이 광장에는 5.5ｍ의 왼손이 마주보고 있다.
- 포항공과대학교(POSTECH)
- 포스코(POSCO)
- 형산강 체육공원
- 환호 해맞이공원
- 입암 28경
- 영일 장기읍성
- 덕동 문화마을
- 구룡포 해수욕장
- 도구 해수욕장
- 송도 해수욕장
- 영일대 해수욕장(구 북부해수욕장)
- 용한리 해수욕장

포항시 북구 흥해읍에 위치한 해수욕장이다. 서핑 명소로 각광받아 서핑관련 업체와 서퍼들이 많이 찾는 관광지가 됐다.
- 월포 해수욕장
- 칠포 해수욕장
- 화진 해수욕장
- 구룡포 적산가옥
- 이기리 닻 전망대

- 포항 스페이스워크(영어판)

포항시 북구 환호동에 위치한 환호공원 내에 있다. 포스코에서 제작된 포항 시민들에게 기부한 작품으로, 주재료에 탄소강과 스테인리스강이며, 독일의 부부 작가인 하이케 무터와 올리히 겐츠가 디자인하고 포스코건설이 제작·설치했으며, 2020년 12월 착공했고, 2021년 11월에 환호공원 조형물이 개장하였다.

### 사찰
- 보경사(내연산)
- 법광사(비학산)
- 오어사(운제산)

### 행사
- 호미곶한민족해맞이축전(매년 12월 31일~1월 1일 행사)
- 포항국제불빛축제(매년 7~8월 행사 약 1주간, 2019년부터 5월 마지막주로 정례화됨 )
- 일월문화제
- 통일기원해변마라톤

### 박물관, 미술관
| 건물 시설명    | 도로명 주소                                   | 위치(좌표)                                                              | 비고 |
| -------------- | --------------------------------------------- | ----------------------------------------------------------------------- | ---- |
| 국립등대박물관 | 남구 호미곶면 해맞이로150번길 20 (대보리 221) | 북위 36° 04′ 40″ 동경 129° 34′ 06″ / 북위 36.0778254° 동경 129.5682485° |      |
| 영일민속박물관 | 북구 흥해읍 한동로 51 (성내리 39-8)           | 북위 36° 06′ 39″ 동경 129° 20′ 50″ / 북위 36.1108299° 동경 129.3472427° |      |
| 포항시립미술관 | 북구 해맞이공원길 10 (환호동 351)             | 북위 36° 04′ 00″ 동경 129° 23′ 29″ / 북위 36.066658° 동경 129.3912624°  |      |

## 포항시가 선정하는 12경

### 포항시가 시승격 70주년 맞이하여 새로 정한 12경
- 제1경 호미곶 일출
- 제2경 내연산 12폭포
- 제3경 운제산 오어사 사계
- 제4경 호미반도 해안둘레길
- 제5경 영일대&포스코야경
- 제6경 포항운하
- 제7경 경상북도 수목원 사계
- 제8경 연오랑세오녀테마공원
- 제9경 철길숲&불의정원
- 제10경 죽장 하옥계곡 사계
- 제11경 장기읍성&유배문화체험촌
- 제12경 구룡포 일본인 가옥거리

## 군사
1959년 3월 12일부터 해병대 1사단과 해병대 교육훈련단이 주둔하기 시작하면서 대한민국 해병대의 요람이자 거점이 되었다. 교육 훈련단에서 모든 해병대원의 교육훈련을 담당하고 있다.
해병대 이외에 주둔하고 있는 부대는 해군의 해군항공사령부와 포항 항만 방어대대 등이 있다. 이들을 포괄하여 통솔하여 포스코와 월성원자력발전소 같은 국가 수준에서 중요한 시설을 지키기 위한 목적으로 해병 1사단장이 사령관 직책을 겸임하는 포항특정경비지역사령부가 설립되어 있다.

## 교통
동해선과 중앙선이 있어 대구·경주·부산·서울로 통하며, 또한 경주에서는 경부선과 연결될 수 있다. 간선도로망이 해안과 내륙으로 뻗어 있고, 항구는 1962년부터 국제개항장으로서 국내외의 각 항구로 통할 수 있다. 또한 근래 국내 항공로가 개설되어 수·륙·공의 교통이 모두 편리하다.

### 철도
북구 흥해읍에 있는 포항역에서 KTX, SRT,누리로,ITX마음를 이용할 수 있다. 2024년12월31일(예정)까지 동해중부선이 완전히 개통되면 영덕군, 울진군, 삼척시, 동해시, 강릉시와의 접근이 편해진다.

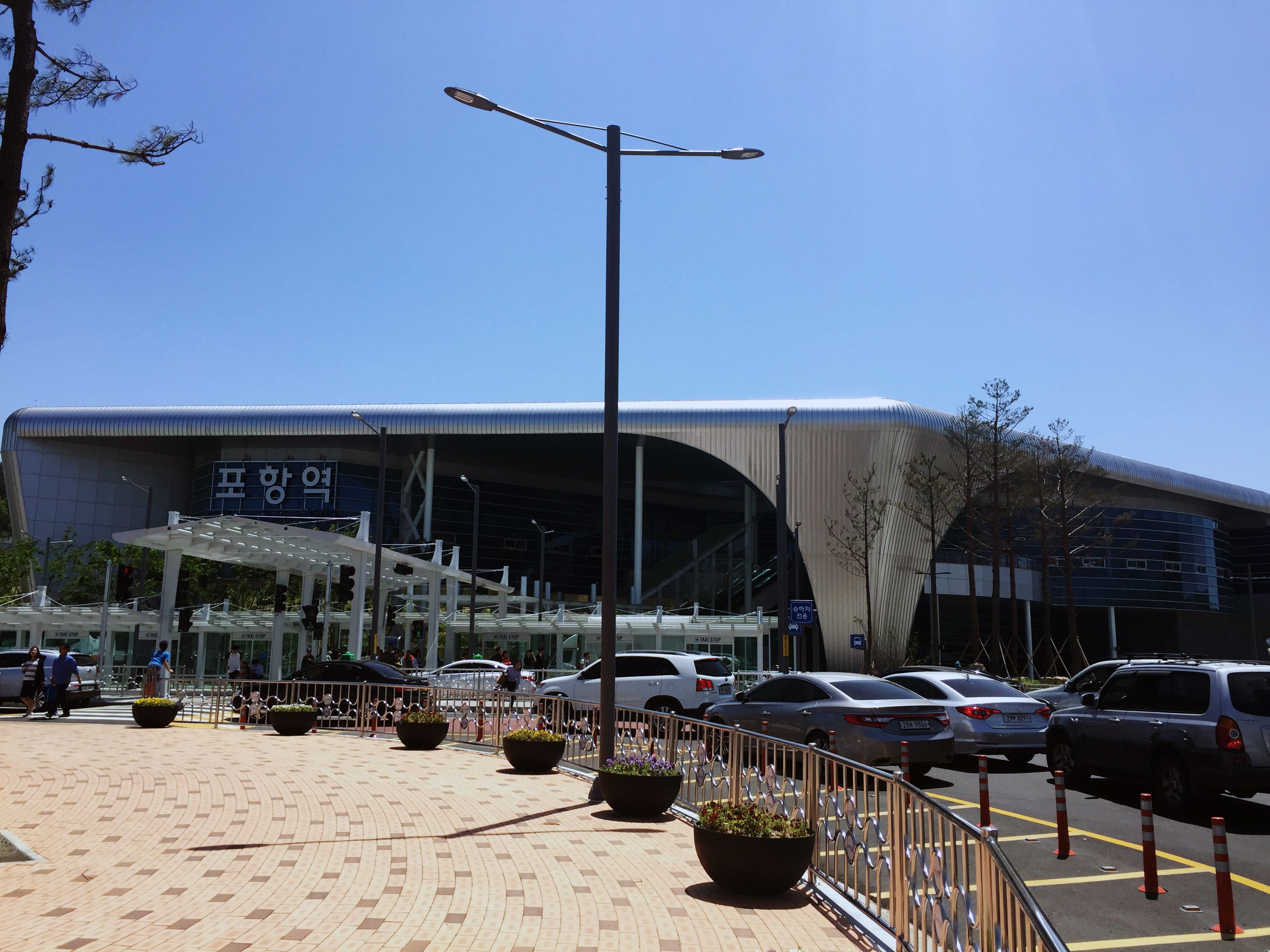
포항역

| 동해선 (부산진 ~ 구포항)   | 부조역(폐역) ↔ 효자역 ↔ (구)포항역 ↔ 시/종점 |
| 동해선 (모량신호장 ~ 영덕) | 부조신호장 ↔ 포항역 ↔ 월포역 ↔ 장사역        |
| 괴동선                     | 부조신호장 ↔ 효자역 ↔ 괴동역                 |

### 도로

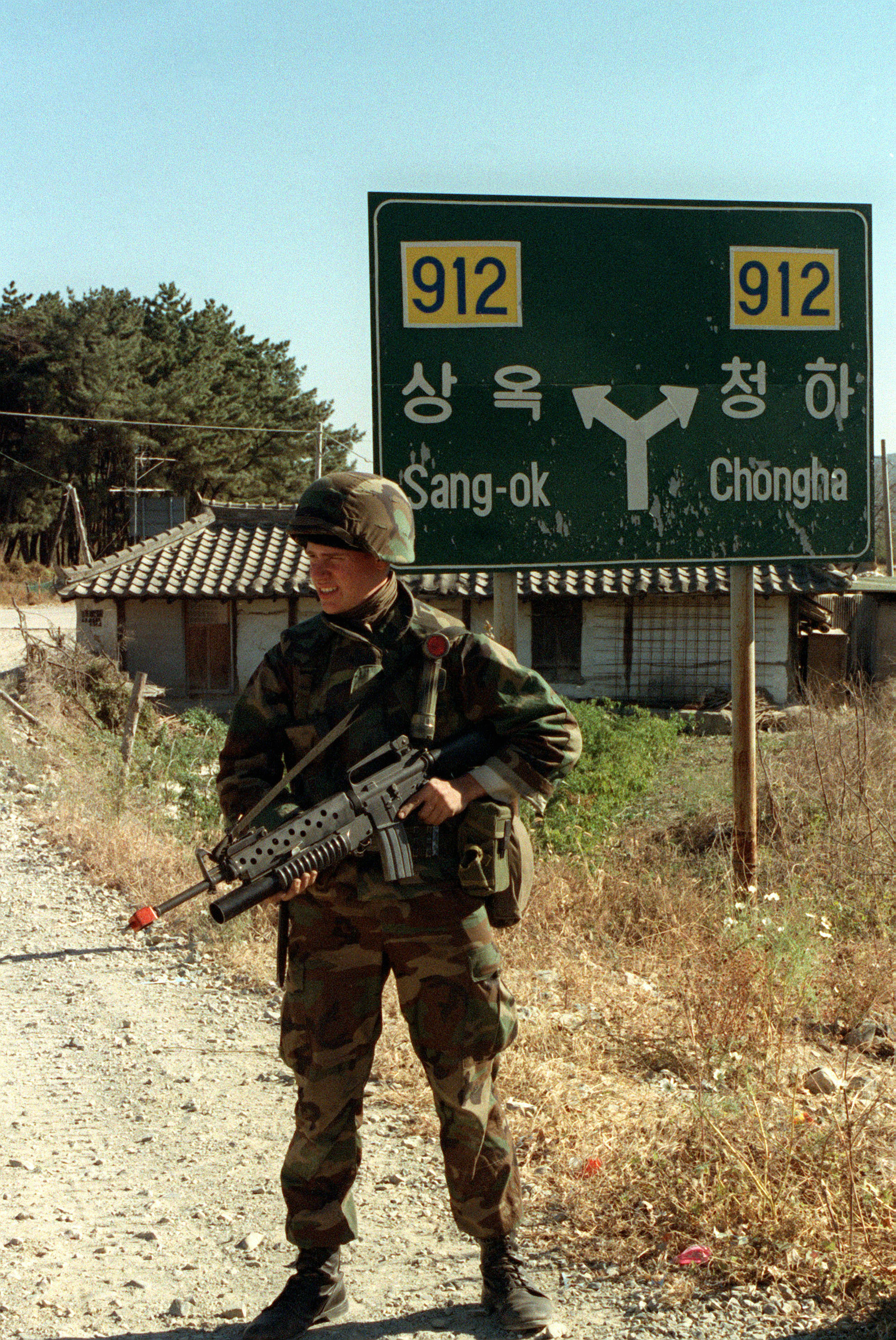
1988년 당시 영일군을 관통하였던 구 지방도 제912호선의 표지판. 해당 표지판은 지금의 국가지원지방도 제69호선으로 체계가 변경되었다.

고속도로는 새만금포항고속도로, 동해고속도로가, 국가지원지방도는 20번, 68번과 69번이 있으며 국도는 7번, 14번, 20번, 28번, 그리고 31번이 있다. 예전에는 건천포항산업도로, 새만금포항고속도로가 개통되기 전에는 왕복 4차선 이상 도로가 7번국도가 유일하여 경북도내에서 인구가 가장 많은 도시(읍면지역 포함)였음에도 불구하고 도로교통이 매우 불편하여 주로 항공편과 철도편을 이용하였으나 이웃한 영덕, 청송보다는 도로사정이 나은 편이었다. 고속도로와 20번 국도의 개통으로 인해 교통이 편리해졌다.
| 20 · 새만금포항고속도로 | 북영천 나들목 ↔ 서포항 나들목 ↔ 포항 나들목 ↔ 계획중 |
| 65 · 동해고속도로       | 울산 나들목 ↔ 남포항 나들목 ↔ 시/종점                |

| 7   | 새천년대로, 소티재로, 동해대로     | 14  | 기림로, 정몽주로       | 20  | 건포산업로               | 28  | 동해대로       |
| 31  | 동해안로, 중앙로, 불종로, 새마을로 | 20  | 중앙로, 삼호로, 해안로 | 68  | 비학로, 수목원로, 부남로 | 69  | 포은로, 죽장로 |
| 921 | 봉좌로, 기북로                     | 925 | 호미로                 | 929 | 장기로                   | 930 | 수목원로       |

### 고속·시외버스
| 포항고속버스터미널 | 고속버스 운행 (해도동) |
| 포항시외버스터미널 | 시외버스 운행 (상도동) |

### 공항
포항~서울간과 포항~제주간의 진에어 항공이 운행되고 있다.
| 포항경주공항 | 서울, 제주 노선 운행 |

### 해상교통
주요 항구로는 포항구항, 포항신항, 구룡포항 등이 있고, 포항구항에 포항여객선터미널이 있다.
| 포항여객선터미널 | 울릉도(저동항), 독도 방면 노선 운행 |

## 교육
포항 내부의 초등교육인 초등학교는 62개교, 중등교육인 중학교 33개교, 일반계 고등학교 19개교, 전문계 고등학교 9개교가 있다. 대학교와 대학원이 각각 2곳이 있으며 전문대학은 2곳, 폴리텍대학은 한국폴리텍6대학 포항캠퍼스가 있다. 특수학교는 1988년 설립돼 지적장애·청각장애인 학생을 전담하고 있는 명도학교가 있다. 유치원은 총 92곳이 있다. 대표적으로 1911년에 개교한 포항제일교회 사설학급을 거쳐 1913년에 사립 영흥국민학교 설립인가를 받았고, 이명박 대통령의 모교로도 잘 알려졌다. 고등학교는 많지 않았으나 2000년대 들어서 두호고등학교, 포항이동고등학교, 포항장성고등학교가 개교하였고, 포항제철공업고등학교의 경우, 축구 선수인 이동국 선수의 모교로 유명하다.

| 포항시의 학생 · 교직원 현황 (2012년) | 포항시의 학생 · 교직원 현황 (2012년) | 포항시의 학생 · 교직원 현황 (2012년) | 포항시의 학생 · 교직원 현황 (2012년) | 포항시의 학생 · 교직원 현황 (2012년) | 포항시의 학생 · 교직원 현황 (2012년) | 포항시의 학생 · 교직원 현황 (2012년) | 포항시의 학생 · 교직원 현황 (2012년) | 포항시의 학생 · 교직원 현황 (2012년) | 포항시의 학생 · 교직원 현황 (2012년) | 포항시의 학생 · 교직원 현황 (2012년) | 포항시의 학생 · 교직원 현황 (2012년) | 포항시의 학생 · 교직원 현황 (2012년) | 포항시의 학생 · 교직원 현황 (2012년) | 포항시의 학생 · 교직원 현황 (2012년) |
| 유치원                               | 초등학교                             | 중학교 (국공립)                      | 중학교 (사립)                        | 일반계고등학교 (국공립)              | 일반계고등학교 (사립)                | 특수목적고등학교 (국공립)            | 특수목적고등학교 (사립)              | 특성화고등학교 (국공립)              | 특성화고등학교 (사립)                | 자율고등학교 (사립)                  | 전문대학                             | 대학교                               | 대학원                               | 기타학교                             |
| ------------------------------------ | ------------------------------------ | ------------------------------------ | ------------------------------------ | ------------------------------------ | ------------------------------------ | ------------------------------------ | ------------------------------------ | ------------------------------------ | ------------------------------------ | ------------------------------------ | ------------------------------------ | ------------------------------------ | ------------------------------------ | ------------------------------------ |
| 7,439명                              | 29,888명                             | 12,693명                             | 7,269명                              | 5,078명                              | 10,810명                             | 87명                                 | 478명                                | 2,669명                              | 685명                                | 1,372명                              | 8,351명                              | 7,082명                              | 2,838명                              | 540명                                |
| 522명                                | 1,754명                              | 785명                                | 419명                                | 337명                                | 695명                                | 25명                                 | 17명                                 | 216명                                | 58명                                 | 84명                                 | 154명                                | 290명                                |                                      | 71명                                 |
| 자료 : 포항통계연보                  |                                      |                                      |                                      |                                      |                                      |                                      |                                      |                                      |                                      |                                      |                                      |                                      |                                      |                                      |

### 대학교
전문대학 2,3년제
- 포항대학교
- 선린대학교
- 한국폴리텍6대학 포항캠퍼스

사립대학 4년제
- 포항공과대학교(포스텍, POSTECH)

- 한동대학교

### 고등학교
| 공립 - 기계고등학교 - 두호고등학교 - 포항고등학교 - 포항과학기술고등학교 - 포항이동고등학교 - 포항장성고등학교 - 포항여자고등학교 - 포항여자전자고등학교 - 포항해양과학고등학교 - 흥해공업고등학교 | 과학 - 경북과학고등학교 | 사립 - 대동고등학교 - 동지고등학교 - 동지여자고등학교 - 서포고등학교 - 세명고등학교 - 세화고등학교 - 영일고등학교 - 포항영신고등학교 - 오천고등학교 - 유성여자고등학교 | - 포항동성고등학교 - 포항제철고등학교 - 포항제철공업고등학교 - 포항중앙고등학교 - 포항중앙여자고등학교 - 포항예술고등학교 |

### 중학교
| - 구룡포중학교 - 구룡포여자중학교 - 기계중학교 - 대도중학교 - 대동중학교 - 대보중학교 - 대송중학교 - 대흥중학교 - 동지중학교 - 동지여자중학교 - 상도중학교 | - 송도중학교 - 송라중학교 - 신광중학교 - 신흥중학교 - 양학중학교 - 포항영신중학교 - 영일중학교 - 오천중학교 - 용흥중학교(폐교) - 유강중학교 - 이동중학교 | - 장기중학교 - 장흥중학교 - 죽장중학교 - 창포중학교 - 청하중학교 - 포항중학교 - 포항여자중학교 - 포항동해중학교 - 포항제철중학교 - 포항항도중학교 - 환호여자중학교 - 흥해중학교 |

### 초등학교
| - 곡강초등학교 - 구룡포초등학교 - 구룡포초등학교 구남분교 - 구룡포동부초등학교 - 구정초등학교 - 기계초등학교 - 기북초등학교 - 남성초등학교 - 흥해남산초등학교 - 달전초등학교 - 대도초등학교 - 대보초등학교(폐교) - 대송초등학교 - 대이초등학교 - 대잠초등학교 - 포항대흥초등학교 - 대해초등학교 - 동부초등학교 - 동해초등학교 - 동해초등학교 흥환분교 - 두호초등학교 | - 두호남부초등학교 - 문덕초등학교 - 문충초등학교 - 상대초등학교 - 송도초등학교 - 송라초등학교 - 송림초등학교 - 신광초등학교 - 신광초등학교 비학분교 (폐교) - 신흥초등학교 - 양포초등학교 - 양학초등학교 - 연일초등학교 - 연일형산초등학교 - 오천초등학교 - 용흥초등학교 - 월포초등학교 - 유강초등학교 - 이동초등학교 - 인덕초등학교 - 장기초등학교 - 장기초등학교 봉산분교 - 장기초등학교 모포분교 - 장량초등학교 - 장성초등학교 | - 장원초등학교 - 장흥초등학교 - 제철서초등학교 - 제철동초등학교 - 제철지곡초등학교 - 죽도초등학교 - 죽장초등학교(입암리) - 죽장초등학교 상옥분교 - 죽장초등학교 죽북분교(폐교) - 죽장초등학교 두마분교(폐교) - 죽장초등학교(가사리)(폐교) - 죽천초등학교 - 중앙초등학교 - 창포초등학교 - 청림초등학교 - 청하초등학교 - 청하초등학교 청하남부분교 - 초곡초등학교 - 포항남부초등학교 - 포항송곡초등학교 - 포항양덕초등학교 - 포항영흥초등학교 - 포항원동초등학교 - 포항초등학교 - 항구초등학교 - 항도초등학교 - 해맞이초등학교 - 효자초등학교 - 흥해초등학교 - 흥해서부초등학교 |

### 특수학교·각종학교
- 포항고등학교 부설 방송통신고등학교
- 포항명도학교
- 한동국제학교

## 스포츠
| 리그명   | 팀명          | 창단년도 | 경기장                       |
| -------- | ------------- | -------- | ---------------------------- |
| K리그1   | 포항 스틸러스 | 1973년   | 포항 스틸야드 포항종합운동장 |
| KBO 리그 | 삼성 라이온즈 | 1982년   | 포항야구장                   |

- K리그1 소속인 포항 스틸러스가 포항 스틸야드, 포항종합운동장을 홈구장으로 삼고 있다.
- KBO 리그 삼성라이온즈가 포항야구장을 제 2홈구장으로 사용하고 있다.

## 정치·행정

### 국회의원
북구:김정재 (국민의힘/재선)
남구, 울릉군: 이상휘 (국민의힘/초선)

### 포항시장
현 시장은 민선7대로 당선된 제8대 이강덕 시장이다.

## 공공기관

### 언론
- 경북매일
- 포항사랑 포항지역안내
- 경북일보
- 경북도민일보

### 방송
- 포항문화방송
- KBS포항방송국
- 포항CBS
- 포항극동방송
- KT HCN 경북방송(케이블방송국)

### 도서관
- 포항시립도서관
  - 포은중앙도서관
  - 영암도서관
  - 대잠도서관
  - 동해석곡도서관
  - 포항시립어린이영어도서관
  - 오천도서관
- 청암학술정보관

## 자매 도시
| 지역 & 국가 | 도시                | 도시               |
| ----------- | ------------------- | ------------------ |
| 대한민국    | 경기도              | 수원시             |
| 대한민국    | 경상북도            | 경주시             |
| 대한민국    | 경상북도            | 울릉군             |
| 대한민국    | 경상북도            | 청송군             |
| 대한민국    | 대구광역시          | 수성구             |
| 대한민국    | 서울특별시          | 노원구             |
| 대한민국    | 서울특별시          | 서초구             |
| 대한민국    | 전라남도            | 광양시             |
| 대한민국    | 전북특별자치도      | 부안군             |
| 러시아      | 프리모르스키 변경주 | 블라디보스토크     |
| 미국        | 위스콘신주          | 플랫빌             |
| 미국        | 캘리포니아주        | 피츠버그           |
| 일본        | 니가타현            | 조에쓰시           |
| 일본        | 히로시마현          | 후쿠야마시         |
| 중국        | 지린성(吉林省)      | 훈춘시(珲春市)     |
| 중국        | 장쑤성(江苏省)      | 장자강시(张家港市) |

### 교류
- 대한민국건강도시협의회
- 전국대도시시장협의회
- 전국평생학습도시협의회

## 참고
1. ↑  《포항시사》, 제1장 선사시대 보관됨 2010-05-05 - 웨이백 머신 p. 121
2. ↑  《포항시사》, 제2장 고 보관됨 2010-05-05 - 웨이백 머신 대 p. 163
3. ↑  전국33개 도농복합형태에 시(市)설치등에관한법률 (1994년 8월 13일)
4. ↑  시조례 제10호 구청 설치 (1995년 1월 11일)
5. ↑  1943년~1962년은 두호동 소재, 1963년부터는 송도동 소재 관측소에서 관측
6. ↑  
“우리나라 기후평년값(1991~2020) 포항(138)”. 기상청. 2021년 3월 25일에 확인함.
7. ↑  
“순위값 - 구역별조회 포항(138)”. 기상청. 2021년 10월 2일에 확인함.
8. ↑  주민등록 인구통계 행정안전부, 2021년 1월 22일 확인.
9. ↑  통계청, KOSIS 국가통계포털
10. ↑  “바람과 사랑한 과메기, 겨울별미로 태어나다”. 한국경제. 2009년 1월 23일. 2011년 7월 26일에 원본 문서에서 보존된 문서. 2011년 7월 29일에 확인함.
11. ↑  “바람이 고이 빚어낸 생선회! 포항 구룡포 과메기”. 조선일보. 2007년 2월 13일. 2007년 7월 3일에 원본 문서에서 보존된 문서. 2011년 7월 29일에 확인함.
12. ↑  “[코리안 지오그래픽]‘과메기 익는 마을’ 포항시 구룡포”. 동아일보. 2007년 12월 7일.[깨진 링크(과거 내용 찾기)]
13. ↑  최창호 (2017년 2월 20일). “포항 용한리해수욕장, '서핑 성지'로 각광”. 《뉴스원》. 2021년 2월 22일에 확인함.
14. ↑  2008 포항통계연보 - 교육 및 문화
15. ↑  “고입 탈락자 문제(RE)”. 포항MBC. 1997년 12월 16일. 2016년 3월 4일에 원본 문서에서 보존된 문서. 2015년 4월 21일에 확인함.
16. ↑  포항시는 2008년 고입 평준화가 되고 학생숫자는 예전보다 줄어든 상태이다. 공고, 상고 등의 전문계 고등학교 기피 현상과 읍면지역 고등학교 기피 현상 및 타지역 학생 대거 유입에 따라서 1990년대에 지역 포항고, 포항여고, 제철고에 가기 위해서 재수, 삼수하는 경우가 있었고, 포항시내 실제로 고입 재수 학원이 있었다. 지역 명문고에 평균 90점대의 점수로도 갈 수 없어서 이러한 현상이 생겼다.
17. ↑  2012년도 포항시 통계연보 "2012년도 학생수"

## 같이 보기
- 2017년 포항 지진
- 대한민국의 설치순 도시 목록